# Зилур Рахман Џон
Зилур Рахман Џон је пантомимичар и уметник пантомиме и аутор патномимичарских књига из Бангладеша. Учествовао у многим међународним позоришним  и мимичарским фестивалима у различитим земљама, почев од 1989. године.

## Фестивали
Џон је по позиву учествовао на низ фестивала, као што су Културни фестивал игре Комонвелта 1998 - Малезија (Куала Лумпур), Азијски фестивал монодраме 1997, 1998, 2006 - Кореја (Сеул Конджу), Азијски Монодрама фестивал 1997 - Малезија (Куала Лумпур), Азијски фестивал пантомиме 1996 - Јапан (Токио), Кавагацхико пантомима -фестивал 1996 - Јапан (Кавагацхико), Токио пантомима фестивал 1996 - Јапан (Токио), Међународни фестивал аматерских позоришта 1996 - Јапан (Тојама), Међународни Дечији позоришни фестивал 1996 - Јапан (Тојама), Међународни фестивал невербалне уметности 1993 - Индија (Калкута), Индијска Позоришна Олимпијада 1993 - Индија (Њу Делхи), Међународни Дечији позоришни фестивал 1999 - Индија (Мумбај), Манила позоришни фестивал 1997 - Филипини (Манила), Културни фестивал 2002 - Аустралија (Сиднеј, Канбера, Мелбурн), Азијска пантомимичарска ноћ 2010 - Тајланд (Бангкок), Културни фестивал 1998 - Сингапур, Летњи позоришни фестивал 1996 - Финска (Хелсинки), Јеју (Јеју) Острвски пантомимичарски фестивал 1998 - Кореја (Јеју), Азијска пантомимичарска ноћ 1998 - Кореја (Inchoen), Бали културни фестивал 2002 - Индонезија (Острво Бали), Свет здраве исхране културна ноћ 2004 - Бангладеш (Дака), Први фестивал пантомиме и пантомимичара 1991 - Бангладеш (Дака), Међународни дан борбе против расизма 2009, Едмонтон, Канада.

## Режија
Режирао је солистичке, дуетске, трио, групне и мимо драме у Азији, Европи, Аустралији, Северној Америци, Скандинавији и одржао је безброј међународних радионица и часова од 1989. године.

## Аутор
Аутор је неколико књига о пантомими. Допринео је писању више од 200 чланака о уметности и култури, који су објављени у Енциклопедији о Бангладешу (Banglapedia), која је објављена од стране Азиског Друштва из Бангладеша.

## Запажен наступ
Зилур Рахман Џон је глумио као „Мандарин” у продукцији „Чудотворна мандарина”.

## Награде
У 1993, његова Дака Пантомимицарска трупа је освојила награду за најбољу представу фестивала у групи пантомимичари из Калкута, Индија на Међународном фестивалу невербалних уметности, у организацији Индијског комитета Међународне организације за извођачке уметности (IOPA). У 2009. години, Џон је одликован од стране Града Едмонтон, Канада, са Град Едмонтон награда за културне разноликости у уметности.

## Добротворне активности
Био је директор Центра за Етничку децу и заштиту деце, НВО у Бангладешу.